# Eggu-pōzu

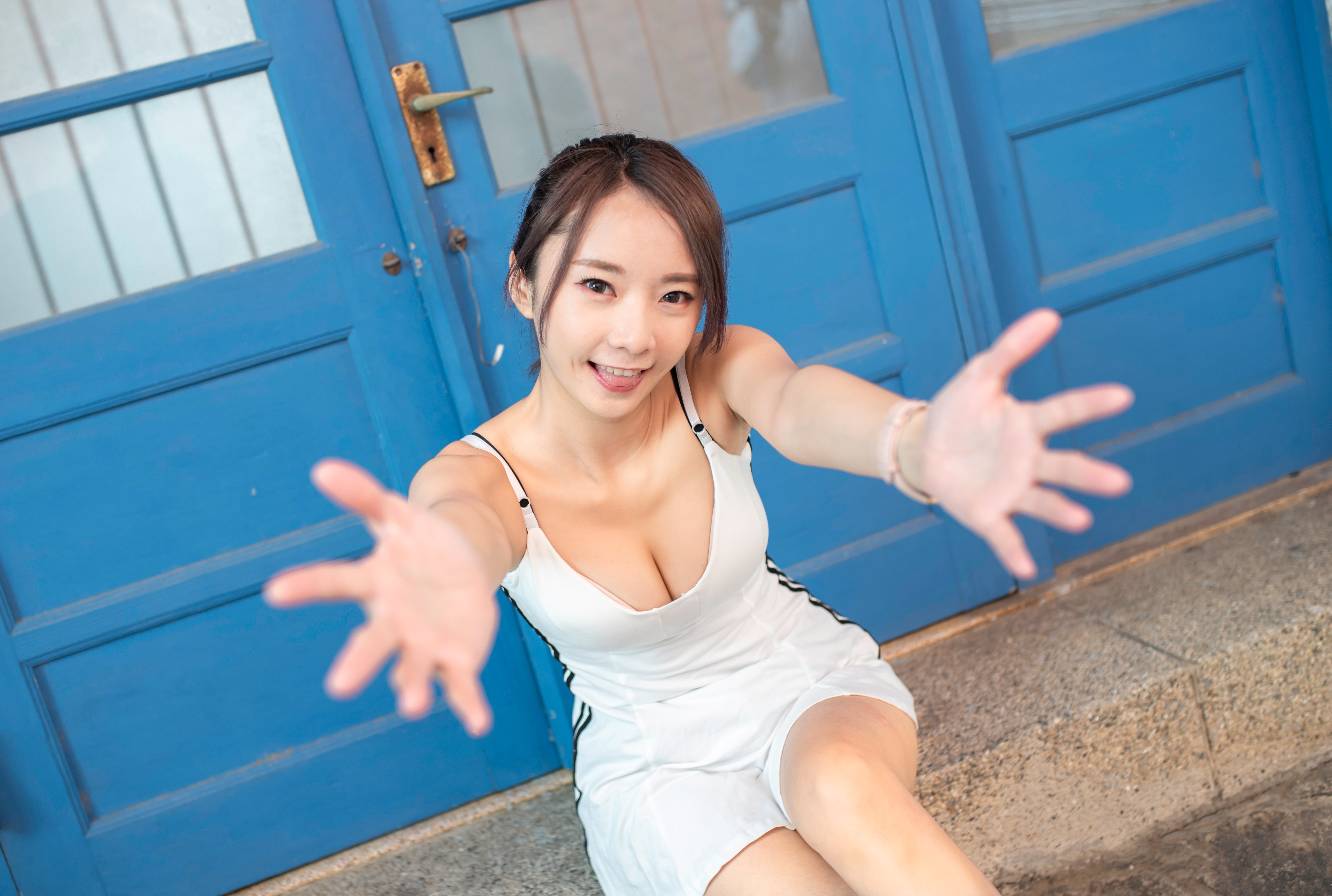
Eggu-pōzu

Eggu-pōzu (jap. エッグポーズ dosł. „poza jajka”) – jedna z póz przyjmowanych przez japońskie kobiety podczas robienia zdjęć. Jest to postawa, w której obie ręce są wyciągnięte i trzymane przed sobą. Poza wywodzi się z magazynu o modzie damskiej „egg” opublikowanego po raz pierwszy w 1995 roku. Poza jest znana również jako „Poza E”.

## Poza
Koichi Nakagawa, były redaktor naczelny egg, dzieli eggu-pōzu na trzy główne typy.
- Poza, w której obie ręce są wyciągnięte i trzymane przed sobą[1][2]. Czasami jednak zdarza się, że wyciągnięta jest tylko jedna ręka[1].

- „Eggu ganma pōzu” (エッグ・ガンマ・ポーズ), w której podnosi się ręce jak pompowanie pięścią[1][2].

- Pozycja „Hiromu-kun” (ヒロム君ポーズ), w której wokół oczu wykonywany jest znak V[2]. Nazwa pochodzi od popularnego czytelnika magazynu egg, który wymyślił tę pozę[2].

Nakagawa identyfikuje te trzy pozy jako podstawę eggu-pōzu, w szczególności pozycję, „w której ręce są wyciągnięte przed ciałem”, z której wyłoniło się wiele odmian.

## Pochodzenie
Koichi Nakagawa, wspomniany powyżej, powiedział, że ta poza była popularna w tamtym czasie: „Od jesieni 1997 roku ta poza stała się popularna jak naturalne zjawisko a wszyscy używali jej podczas robienia sobie zdjęć lub publikowania ich. Nie było żadnego nakazu ani przymusu z boku”. Analiza podsumowuje: „Temat bycia bystrą, wesołą i uroczą stał się popularny wśród licealistek, co znalazło odzwierciedlenie w pozie”. Powodem nieegzekwowania póz była również polityka egg, zgodnie z którą „stworzone mody są bardzo niefajne”.
Japoński felietonista Asato Izumi mówi: „Dzięki powszechnemu stosowaniu purikury i aparatu fotograficznego, kobiety przyzwyczaiły się do bycia fotografowanymi jako obiekty i są w stanie zachowywać się naturalnie, nie broniąc się, gdy aparat jest na nie skierowany. Pozowanie sprawiło, że stały się mniej nieśmiałe, a pozowanie stało się sposobem wyrażania siebie w taki sam sposób, jak makijaż i moda”.
Z drugiej strony, fotograf Ryuta Suzuki (znany wówczas jako „Kunni Suzuki”), który fotografował dziewczyny w Shibuya w Tokio od czasu premiery magazynu egg, powiedział później, że sam wymyślił eggu-pōzu. Według Suzukiego „Na początku pierwszego wydania egg często robione były zdjęcia w klubach, a wszyscy robili pozę z trzema palcami wyciągniętymi z dłoni jak w regule Fleminga, więc jako fotograf znudziłem się i zasugerowałem pozę z wyciągniętą ręką”. Jedna z kobiet, która modelowała dla magazynu egg, powiedziała w późniejszych latach, że była prowadzona przez fotografa podczas pozowania.

## Popularność
Około 1998 roku uznano to za nowy standardowy sposób fotografowania kobiet. Jedna z ówczesnych licealistek powiedziała, że „było to regułą w purikurze i zdjęciach grupowych” i „kiedy jestem fotografowana, często sama to aranżuję”. Jeden z fotografów w tym czasie powiedział również, że często robił zdjęcia w Shibuya i że „wiele dziewcząt robiło eggu-pōzu”. Pęd trendu chwilowo wyprzedził znak pokoju, a wiele dziewcząt przyklejało zdjęcia z pozą robione w porikurze w swoich pamiętnikach i albumach.
Według ankiety przeprowadzonej przez Josei Jishin (magazyn dla kobiet) w 1998, wiele kobiet przyjmuje tę pozę podczas robienia pamiątkowych zdjęć podczas podróży zagranicznych. Istnieje również teoria, że powodem popularności tego trendu jest to, że „wyciągnięcie rąk tworzy efekt małej twarzy”.
Chociaż trend ten zanikł około 2002 roku, to niektórzy twierdzili, że tęsknią za nim, ale są zbyt zawstydzeni, aby zrobić go ponownie, jednak w 2022 roku stał się on podstawą sesji zdjęciowych, kiedy subkultura gyaru z lat 90. i 2000. stała się ponownie popularna wśród pokolenia Z nazywana „modą Y2K (2000)”. W 2021 roku, kiedy w programie Shinichi Hatori Morning Show (TV Asahi) omawiano różnice w pozach między pokoleniami, przeanalizowano, że osoby w wieku 30 lat częściej przyjmowały eggu-pōzu, a to dlatego, że była ona popularna, gdy uczęszczali do liceum.
Od 2022 roku „Gal Peace” (znak pokoju odwrócony do góry nogami i wyciągnięty do przodu) stał się popularny w Korei Południowej i Japonii, mówi się, że pochodzi z japońskiej subkultury gyaru z lat 90., chociaż niektórzy uważają, że jest pochodną lub ewolucją eggu-pōzu.